# 小雁塔
小雁塔，亦称荐福寺佛塔，位于中华人民共和国陕西省西安市，是一座砖木结构的佛塔。该塔始建于唐代景龙年间，初有15层，地基有地宫，相传塔體曾在歷代地震中三裂三合。清康熙年间，以小雁塔为主的“雁塔晨钟”被列为关中八景之一。1961年，小雁塔被列为全国重点文物保护单位。2014年，小雁塔随“丝绸之路：长安—天山廊道路网”被列入世界遗产名录中。

## 历史
唐睿宗文明元年（684年），在唐高宗驾崩后百日时，皇室为其在长安城内修建一座寺庙用以“献福”，故称之为献福寺，武周天授元年（690年），改名荐福寺。唐中宗景龙年间（707年至709年），小雁塔开建并建成。寺庙初建时规模宏大，塔院与寺院被横街隔开，塔院北门正对寺院南门。寺院毁于唐末战火，后人将寺庙迁至安仁坊的塔院当中:66-68，因该塔形似大雁塔而规模較小，後得名小雁塔。
1487年陕西发生大地震致使塔體出現裂縫，1521年的地震卻让裂缝重新復原:61；嘉靖三十四年（1556年）嘉靖大地震再次将塔震裂，塔顶也被震毁:61；嘉靖四十二年（1563年）裂缝又因地震再復原；清朝康熙三十年（1691年）再次出現裂縫，三十年後（1721年）的地震中再次合攏。
清朝康熙年间，一口于金代明昌三年（1192年）铸成高3米的大钟被移到荐福寺中，每天清晨，寺中僧人都会按时撞钟，自此“雁塔晨钟”被列为关中八景之一。
民國时期，小雁塔连其所在的荐福寺长期被占用为军事用途，二十世纪四十年代时，国民政府西北绥靖公署的所在地就在荐福寺中。1949年，西安解放，小雁塔的管理一度陷入真空，附近居民将包括小雁塔在内的荐福寺的家具等物品全部搬走、留作己用，五十年代时，小雁塔一度被作为西藏公学，来自西藏的学生曾在此就读。大跃进时期，小雁塔成为当地著名的会展中心，并于不久之后被改做社会主义公学。文化大革命时期，小雁塔被解放军接管，直至九十年代其管理权才彻底移交给西安市级文物部门。

## 结构
小雁塔現位于西安城南门外友谊西路的南侧，是一座砖木结构密檐式佛塔，原高15层，塔顶毀於地震，现存13层，残高43.3米。塔身建在底边长23.38米、高3.2米的方形砖砌基座上，基座的南北两侧正中均建有青石踏步。塔的平面呈正方形，底边边长11.38米，由下到上逐层收分，整座塔的外形偏于圆滑。塔的内部为单壁中空结构，内有木质楼板，有木质楼梯和砖制台阶可供登塔。塔壁没有柱额，每层均有砖砌出檐，出檐部分为叠涩砖，每层的叠涩砖下方砌有2层菱角牙子。檐上方的塔窗的左右各用叠涩砖砌成较为低矮的平座。塔的第二层及以上楼层均在南北两侧开有半圆形的拱窗，底层南北两侧开有拱门，石门楣呈弓形，其上还刻有阳雕蔓草花纹和天神供养图像，整体造像风格与唐初风格相同。在北门楣上，有雕刻上去的明代王鹤于嘉靖三十年八月二十九日关于小雁塔震裂又震合的题字。:68:61
在小雁塔的台基中部还有一座地宫，主体结构为青砖砌筑。该地宫整体坐北朝南。地宫整体可分为前室、甬道和后室三个部分，其中前室位于南部，为长方形竖穴，南北长度为1.95米，东西长度为1.3米，上端距塔的地层地面为3.65米。甬道位于前室和后室之间，南端连接前室，北端连接后室。甬道的平面呈长方形，南北长度约为0.7米，东西长度约为0.9米，顶部为拱顶，高度为1.2米。后室位于甬道北侧，平面呈方形，南北和东西长度均为2.7米。顶部为穹窿顶，从1.35米处开始起顶，顶端最高处距离塔的地面约为2.82米。其底面略高于现在塔基四周的地面，也为青砖铺砌而成。该地宫建成时间为唐朝，但无法确定具体时间。而据探测，在该地宫下尚存另外一座地宫，但具体情况不详。

## 保护

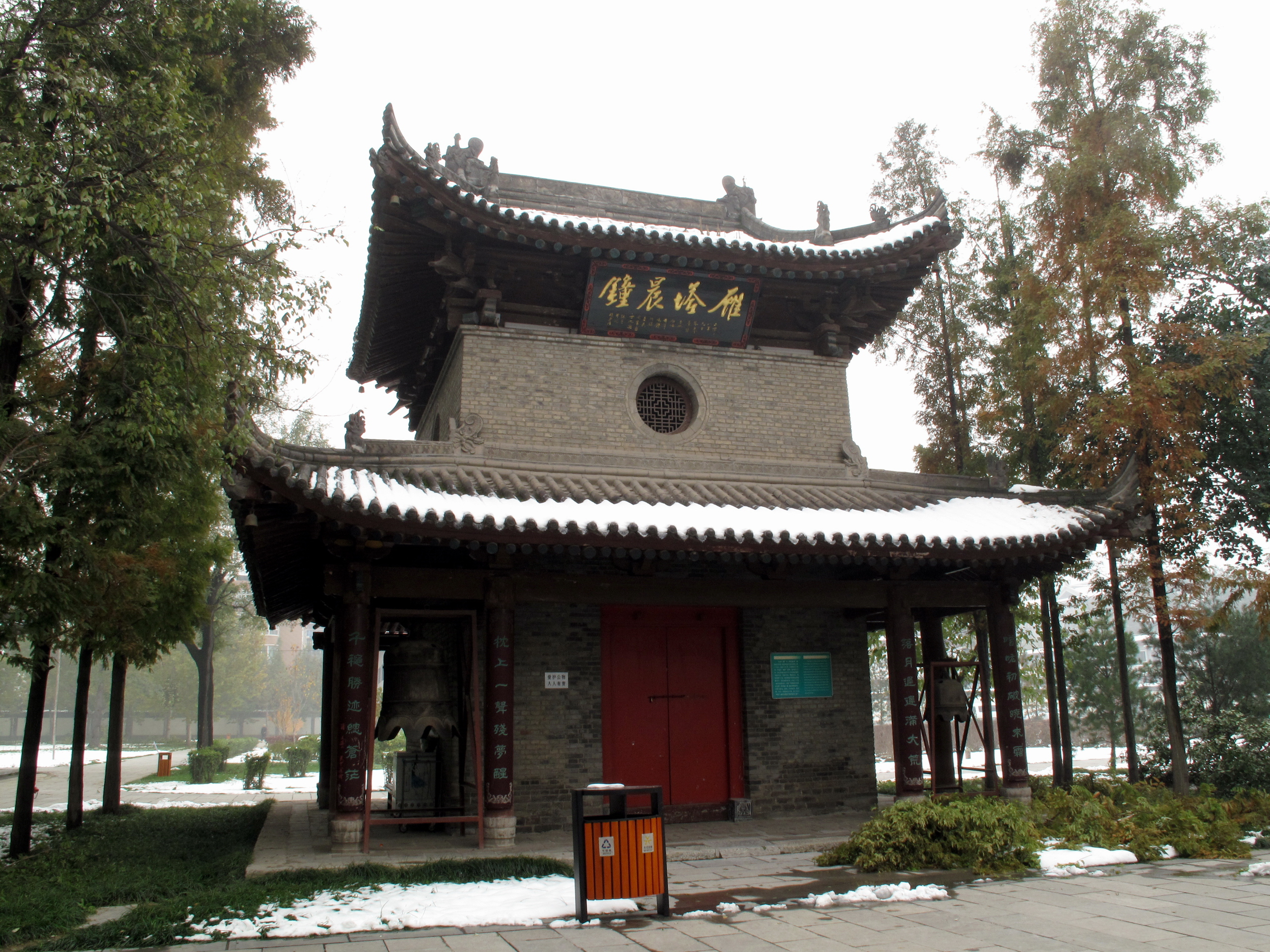
雁塔晨钟是关中八景之一

中华人民共和国成立时，小雁塔上被人发现有大量弹痕。1961年，小雁塔被国务院公布为第一批全国重点文物保护单位。1963年，西安市成立小雁塔文物保管所。1965年，西安市文管会对小雁塔进行全面勘察和整修，其中包括恢复塔基座范围、整修塔身南北券洞和裂缝、加固塔檐和塔角、增装木楼板和楼梯、整修塔顶和排水、安装避雷针、在第二、五、七、九、十一等层外加修一道铁箍等工程。1980年，小雁塔文物保护区正式对外开放。1992年，陕西省人民政府发布了小雁塔保护范围和建设控制地带。
2004年，小雁塔的南山门对外开放。2006年，小雁塔被国家文物局列入“丝绸之路：起始段和天山廊道路网”申遗预备名录。2007年，在荐福寺原址上建造的的西安博物院正式落成，小雁塔的相关保护机构也更改为西安博物院。2012年，西安市文物局完成小雁塔保护范围考古勘探工作，勘探面积总计800平方米。2013年，有记者发现小雁塔塔身内部出现了大量游客留下的刻字和涂鸦，刻画时间远起二十世纪七十年代，近讫2012年，甚至塔顶的塔砖以及塔内“勿乱刻画”的告示上也遍布刻痕。
2013年，西安市规划局对西安市内部分文物保护单位周边缓冲区建设高度规划进行了公示，其中小雁塔的缓冲区范围为“东至文艺路西侧，西至含光路东侧，北至建西街与大学南路连线，南至南二环北侧”的地带，在该地带内以视线分析为依据，将缓冲区划分为禁建区、9米、12米、18米、24米、36米、60米、100米控高片区，从而确立在此范围内小雁塔的绝对地标作用。2013年8月26日，《西安市小雁塔保护管理办法》正式颁布施行，在该管理办法中，小雁塔的主管单位被明确为西安市的文物主管部门，即西安市文物局。2014年5月，小雁塔申遗项目通过国际古迹遗址理事会专家组评审。2014年6月22日，包括小雁塔在内的“丝绸之路：长安—天山廊道路网”正式被列入世界遗产名录中。2015年，陕西省文物局副局长在接受采访时称，进入21世纪以来，小雁塔的沉降和倾斜的数据已经趋稳，其余相关保护性检测仍在进行中。